# James Dale Davidson
James Dale Davidson es un escritor de boletines informativos sobre inversión y autor de The Sovereign Individual, The Great Reckoning, y Blood in the Streets, todos coescritos con William Rees-Mogg. El también es el fundador y antiguo presidente de la National Taxpayers Union. también ayudó a fundar el Arkansas Proyect contra Bill Clinton y es un inversor en NewsMax.com.
Es uno de los fundadores de Agora, Inc., uno de los principales editores de boletines informativos sobre inversión en el mundo.